# Xylocopa trifasciata
Xylocopa trifasciata är en biart som beskrevs av Giovanni Gribodo 1891.
Xylocopa trifasciata ingår i släktet snickarbin och familjen långtungebin. Inga underarter finns listade i Catalogue of Life.